# ATAM (azienda Reggio Calabria)
ATAM (acronimo di Azienda Trasporti per l'Area Metropolitana) è una società in house concessionaria del servizio di trasporto pubblico nel comune di Reggio Calabria e nella circostante città metropolitana oltre che della gestione della sosta tariffata e del trasporto scolastico del comune calabrese.

## Storia
ATAM fu fondata a Reggio Calabria il 21 settembre 1998 come azienda speciale, assorbendo le attività e dell'AMA, la precedente azienda municipalizzata costituita negli anni venti. Il 30 marzo 2001 fu trasformata in società per azioni, in applicazione dell'articolo 115 del D.Lgs. 18 agosto 2000, n. 267, con il comune di Reggio Calabria come socio unico.
Nel 2014 la società è stata oggetto di un'istanza di fallimento presentata dalla procura della Repubblica di Reggio Calabria che ha portato ATAM a fare richiesta per l'ammissione alla procedura di concordato preventivo. Il tribunale fallimentare ha ammesso l'azienda alla procedura il 26 giugno dello stesso anno.

## Settori di attività
Fra i servizi operati da ATAM figurano:
- il servizio di trasporto pubblico urbano nel comune di Reggio Calabria;
- il servizio di trasporto extraurbano in comuni limitrofi all'area metropolitana;
- la sosta sul suolo pubblico nel comune di Reggio Calabria;
- il trasporto scolastico in affidamento del comune di Reggio Calabria.

## Dati societari
La consistenza del personale dipendente è di 304 unità, mentre la consistenza del parco autobus è di 170 mezzi, dei quali in numero di 20 per il trasporto extraurbano, i viaggiatori trasportati ammontano a circa 7.500.000 all'anno 2004.
Nel 2006 ATAM costituisce il consorzio TrInCal assieme all'azienda di trasporto urbano PPM di Palmi al fine di stipulare un contratto di servizio unitario.